# Karol III Grimaldi
Charles Honoreé Grimaldi, książę Monako, książę Valentinois (ur. 8 grudnia 1818 w Paryżu, zm. 10 września 1889 w Marchais) – 10. książę Monako od 20 czerwca 1856 do 10 września 1889, syn księcia Florestana I Grimaldi i księżnej Marii Grimaldi.

## Dzieciństwo i młodość
Karol urodził się 8 grudnia 1818 roku w Paryżu. Jego rodzicami byli książę Monako, Florestan I Grimaldi i jego żona, księżna Maria Karolina Gibert de Lametz. Miał o piętnaście lat młodszą siostrę Florestynę (ur. 1833, zm. 1897), późniejszą księżnę Urach i matkę króla Litwy Mendoga II. Jego dziadkami ze strony ojca byli książę Monako, Honoriusz IV Grimaldi i jego żona, księżna Ludwika d’Aumont Mazarin.

## Małżeństwo i rodzina
28 września 1846 roku poślubił w Brukseli Antoinette de Merode, córkę hrabiego Merode i Wiktorii de Spangen d'Uyternesse. Wniosła do małżeństwa spory posag, dzięki któremu jej mąż zdołał rozwinąć turystykę w Monako. 13 listopada 1848 małżonkowie doczekali się swojego jedynego potomka i następcy tronu, księcia Alberta I.
Związek księcia z Antoinette był bardzo szczęśliwy. Obydwoje arystokraci słynęli z nieprzeciętnej urody, czym wzbudzali zachwyt wśród poddanych. Księżna stała się ulubienicą cesarzowej Francji Eugenii i jej męża, cesarza Napoleona. Obydwoje uczestniczyli w balu zorganizowanym w Wersalu na cześć odwiedzających Francję królowej Wiktorii i jej męża, księcia Alberta. W 1862 roku u młodej księżnej zdiagnozowano nowotwór. Pomimo choroby troskliwie opiekowała się chorym mężem. W niedługim czasie z powodu narastającego osłabienia zdecydowała o wyjeździe do Marchais. Tęskniła jednak za mężem i pomimo regularnej korespondencji z nim zdecydowała się powrócić do księstwa. Tam ponownie opiekowała się Karolem i jego matką Marią. Odbyła wyczerpującą podróż z powrotem do Paryża i tam zmarła w wieku trzydziestu sześciu lat.
Karol już nigdy się nie ożenił. Śmierć żony załamała go, przestał wyjeżdżać i niemalże nie opuszczał książęcego pałacu.

## Potomkowie
Dzieci
- książę Albert I Grimaldi (ur. 13 listopada 1848, zm. 26 czerwca 1922)

Wnuki
- książę Ludwik II Grimaldi, syn Alberta (ur. 12 lipca 1870, zm. 9 maja 1949)

Prawnuki
- księżna Charlotte Grimaldi, córka Ludwika (ur. 30 września 1898, zm. 15 listopada 1977)

## Książę Monako
Książę Karol objął tron monakijski po śmierci swojego ojca, księcia Florestana I Grimaldi, dnia 20 czerwca 1856 roku. Za czasów jego panowania dwa ważne miasta, Mentona i Roquebrune, stanowiące osiemdziesiąt procent powierzchni księstwa, zostały formalnie oddane Francji. Ułatwiło to jednak uzyskanie przez Monako niepodległości od swojego sąsiada. Karol skupił się na rozwinięciu dyplomacji; w 1864 podpisał Traktat Przyjaźni z Muhammadem III as-Sadiq, bejem Tunezji. Został odznaczony portugalskim Orderem Wieży i Miecza. Za jego panowania Monako było pod protektoratem Królestwa Sardynii do 1861 roku, kiedy to uznano suwerenność księstwa.
Karol uznawany jest za założyciela kasyna w Monte Carlo. Było to możliwe dzięki posagowi, jaki wniosła do rodziny księżna Antoinette. Budowa kasyna była jedną z największych inwestycji w ówczesnej historii Monako.

## Choroba i śmierć
Książę borykał się z problemami ze wzrokiem. Przez ostatnią dekadę swojego życia był niemalże niewidomy. Zmarł 10 września 1889 w Marchais w rodzinnej posiadłości Grimaldich. Został pochowany w Katedrze świętego Mikołaja w Monako.